# Gymnotus javari
Gymnotus javari är en fiskart som beskrevs av Albert, Crampton och Hagedorn 2003. Gymnotus javari ingår i släktet Gymnotus och familjen Gymnotidae. Inga underarter finns listade i Catalogue of Life.